# Percy Warberger

Das Percy-Warberger-Trio (von links): Harald Eggebrecht, Michael Winter und Sten Nadolny;
1995 bei einer Lesung bei Otto Stender in der Georgsbuchhandlung, Hannover

Percy Warberger ist das gemeinsame Pseudonym der Autoren Harald Eggebrecht, Sten Nadolny und Michael Winter. Unter dem Gemeinschaftspseudonym schrieben sie den Feuilletonroman Das große Spiel oder Im Dickicht der Begehrlichkeiten, der in den Jahren 1994/95 in 53 Folgen im Feuilleton der Süddeutschen Zeitung erschien und anschließend als Buchausgabe vom Berliner Albrecht Knaus Verlag publiziert wurde.
Die drei befreundeten Autoren, ein Romancier (Die Entdeckung der Langsamkeit) und zwei Feuilletonjournalisten, griffen bei dem Experiment auf die literarische Tradition des Fortsetzungsromans zurück, die gut 150 Jahre zuvor von Eugène Sue mit Die Geheimnisse von Paris begründet worden war, und übertrugen sie in einen Kolportageroman, der in der Tagesaktualität europäischer Großstädte handelt. Hauptfigur des Romans ist ein Antiquitätenhändler namens Jonas Markstein, der nach einem Wasserrohrbruch auf der Flucht ist und im Alleingang gegen eine Mafia von Waffenhändlern kämpft.
Zu Beginn schrieben die drei Autoren drei Romananfänge, von denen Feuilletonchef Johannes Willms einen auswählte. Anschließend wechselten sie mit den Folgen ab, wobei jeder am Endpunkt des vorigen Autors aufsetzen musste, aber völlig frei in der weiteren Entwicklung der Geschichte war. Dies führte zu zahlreichen Wendungen in der Handlung, ironischen Parodien des Stils der Kollegen und einem besonderen Vergnügen daran, deren Lieblingsfiguren sterben zu lassen, weswegen es nur wenige Figuren bis ans Ende der Romanhandlung schafften. Laut Lutz Hagestedt beteiligte sich auch Ernst Augustin mit einem „Kabinettstück“ am Gemeinschaftsroman der Kollegen.
Das Endergebnis ist für Harald Eggebrecht ein „echter Zeitungsroman“, der sich gerade durch seinen Mangel an Tiefenschärfe auszeichne. Michael Winter fasste zusammen: „Ein Roman über Liebe und Sünde und Mord und ganz fürchterliche Dinge“. Sten Nadolny beschrieb einen Bildungsroman, in dessen Verlauf ein naiver Held die Welt kennenlernt. Weil ein Fortsetzungsroman ständig reißerisch künftige Ereignisse ankündigen müsse, erinnere er an „das Schaufenster eines Erotik-Klubs“. Er schränkte jedoch auch ein: „Mehrere Leute verhindern große Literatur“.
Martin Römlein sprach in seiner Rezension von einer „temporeichen, heiter-ironischen und schamlosen Boulevardkomödie,“ die es geschafft habe, „bis in die Wohnzimmer des Bildungsbürgertums vorzudringen“, sowie einem postmodernen Roman mit „politisch und literarisch völlig unkorrekten Wendungen, mit Hinterlist und einem enormen Potential an Boshaftigkeit und Phantasie“. Friedmar Apel las „eine wilde Geschichte voller weltliterarischer Anspielungen und ironischer historischer Selbstreflexion“, bei der er sich jedoch auch nicht von dem Eindruck freimachen konnte, „daß die Sache den Musikern mehr Spaß gemacht hat als den Zuhörern.“ Laut Annette Meyhöfer verzweifelten viele Leser der Süddeutschen trotz der Rückblenden auf vorige Ereignisse an den Wendungen des Fortsetzungsromans. Erst in der Buchausgabe lasse sich die Handlung nachvollziehen. Doch auch diese verschwand schon bald wieder vom Buchmarkt. Seither kam es zu keiner weiteren Zusammenarbeit unter dem Pseudonym Percy Warberger mehr.

## Ausgaben
- Das große Spiel oder Im Dickicht der Begehrlichkeiten. Knaus, Berlin 1995, ISBN 3-8135-4006-5.
- Das große Spiel. Goldmann, München 1997, ISBN 3-442-43764-4.